# Elecciones al Parlamento Vasco de 1994
Las elecciones al Parlamento Vasco de 1994, que dieron paso a la V Legislatura, tuvieron lugar el 23 de octubre de 1994.

## Contexto político
Euskadiko Ezkerra (EE) se había integrado en el Partido Socialista de Euskadi (PSE-PSOE) en 1993, pero lejos de sumar sus electorados, el nuevo PSE-EE perdió votos y escaños. Izquierda Unida, mediante una coalición entre su marca vasca Ezker Batua y el partido ecologista Berdeak, obtuvo representación en el Parlamento Vasco por vez primera (hasta entonces, solamente en 1980 el PCE-EPK había obtenido un escaño), recogiendo el voto de antiguos votantes de EE, de votantes desencantados con los escándalos de corrupción del PSOE y votantes de la izquierda abertzale opuestos a la violencia de ETA.
El Partido Popular empató por primera vez a escaños con Herri Batasuna. Unidad Alavesa consiguió los mejores resultados de su historia con cinco parlamentarios, todos por Álava. Curiosamente, se presentó también por Vizcaya y Guipúzcoa donde recibió 1.489 y 839 votos, respectivamente.

## Resultados
| ← Elecciones al Parlamento Vasco de 1994 → |                                                                 |                      |         |       |         |       |
| Lendakari y gobierno | Partido                                                         | Candidato            | Votos   | %     | Escaños | +/-   |
| - Lendakari: José Antonio Ardanza - Gobiernos: EAJ-PNV, EA y PSE-EE (1994-junio de 1998) EAJ-PNV y EA (desde junio de 1998) - Censo: 1.749.250 - Votantes: 1.044.085 (59,7%) - Abstención: 705.165 (40,3%) - Válidos: 1.037.901 - A candidatura: 1.019.821 (98,3%) | Euzko Alderdi Jeltzalea-Partido Nacionalista Vasco (EAJ-PNV)    | José Antonio Ardanza | 304.346 | 29,84 | 22      | =     |
| - Lendakari: José Antonio Ardanza - Gobiernos: EAJ-PNV, EA y PSE-EE (1994-junio de 1998) EAJ-PNV y EA (desde junio de 1998) - Censo: 1.749.250 - Votantes: 1.044.085 (59,7%) - Abstención: 705.165 (40,3%) - Válidos: 1.037.901 - A candidatura: 1.019.821 (98,3%) | Partido Socialista de Euskadi-Euskadiko Ezkerra (PSE-EE-PSOE) a | Ramón Jáuregui       | 174.682 | 17,13 | 12      | -10 b |
| - Lendakari: José Antonio Ardanza - Gobiernos: EAJ-PNV, EA y PSE-EE (1994-junio de 1998) EAJ-PNV y EA (desde junio de 1998) - Censo: 1.749.250 - Votantes: 1.044.085 (59,7%) - Abstención: 705.165 (40,3%) - Válidos: 1.037.901 - A candidatura: 1.019.821 (98,3%) | Herri Batasuna (HB)                                             | Karmelo Landa        | 166.147 | 16,29 | 11      | -2    |
| - Lendakari: José Antonio Ardanza - Gobiernos: EAJ-PNV, EA y PSE-EE (1994-junio de 1998) EAJ-PNV y EA (desde junio de 1998) - Censo: 1.749.250 - Votantes: 1.044.085 (59,7%) - Abstención: 705.165 (40,3%) - Válidos: 1.037.901 - A candidatura: 1.019.821 (98,3%) | Partido Popular (PP)                                            | Jaime Mayor Oreja    | 146.960 | 14,41 | 11      | +5    |
| - Lendakari: José Antonio Ardanza - Gobiernos: EAJ-PNV, EA y PSE-EE (1994-junio de 1998) EAJ-PNV y EA (desde junio de 1998) - Censo: 1.749.250 - Votantes: 1.044.085 (59,7%) - Abstención: 705.165 (40,3%) - Válidos: 1.037.901 - A candidatura: 1.019.821 (98,3%) | Eusko Alkartasuna (EA)                                          | Carlos Garaikoetxea  | 105.136 | 10,31 | 8       | -1    |
| - Lendakari: José Antonio Ardanza - Gobiernos: EAJ-PNV, EA y PSE-EE (1994-junio de 1998) EAJ-PNV y EA (desde junio de 1998) - Censo: 1.749.250 - Votantes: 1.044.085 (59,7%) - Abstención: 705.165 (40,3%) - Válidos: 1.037.901 - A candidatura: 1.019.821 (98,3%) | Ezker Batua-Izquierda Unida-Berdeak (EB-IU-B)                   | Javier Madrazo       | 93.291  | 9,15  | 6 c     | +6    |
| - Lendakari: José Antonio Ardanza - Gobiernos: EAJ-PNV, EA y PSE-EE (1994-junio de 1998) EAJ-PNV y EA (desde junio de 1998) - Censo: 1.749.250 - Votantes: 1.044.085 (59,7%) - Abstención: 705.165 (40,3%) - Válidos: 1.037.901 - A candidatura: 1.019.821 (98,3%) | Unidad Alavesa (UA)                                             | Enriqueta Benito     | 27.797  | 2,73  | 5       | +2    |
| - Lendakari: José Antonio Ardanza - Gobiernos: EAJ-PNV, EA y PSE-EE (1994-junio de 1998) EAJ-PNV y EA (desde junio de 1998) - Censo: 1.749.250 - Votantes: 1.044.085 (59,7%) - Abstención: 705.165 (40,3%) - Válidos: 1.037.901 - A candidatura: 1.019.821 (98,3%) | Coalición por un Nuevo Partido Socialista (CNPS)                |                      | 1.462   | 0,14  | 0       |       |
| - Lendakari: José Antonio Ardanza - Gobiernos: EAJ-PNV, EA y PSE-EE (1994-junio de 1998) EAJ-PNV y EA (desde junio de 1998) - Censo: 1.749.250 - Votantes: 1.044.085 (59,7%) - Abstención: 705.165 (40,3%) - Válidos: 1.037.901 - A candidatura: 1.019.821 (98,3%) | En blanco                                                       |                      | 18.080  | 1,73  | N/A     | N/A   |
| - Lendakari: José Antonio Ardanza - Gobiernos: EAJ-PNV, EA y PSE-EE (1994-junio de 1998) EAJ-PNV y EA (desde junio de 1998) - Censo: 1.749.250 - Votantes: 1.044.085 (59,7%) - Abstención: 705.165 (40,3%) - Válidos: 1.037.901 - A candidatura: 1.019.821 (98,3%) | Nulos                                                           |                      | 6.184   | 0,59  | N/A     | N/A   |

a El PSE y EE se fusionaron en 1993.

b Respecto a la suma de escaños de PSE y EE en 1990.

c De los cuales 5 de EB-IU y 1 de Berdeak.

### Por territorios históricos
| Resultados por territorios históricos |        |        |         |       |           |           |           |           |         |         |         |         |            |            |            |            |
| Partido                               | Álava  | Álava  | Álava   | Álava | Guipúzcoa | Guipúzcoa | Guipúzcoa | Guipúzcoa | Vizcaya | Vizcaya | Vizcaya | Vizcaya | País Vasco | País Vasco | País Vasco | País Vasco |
| Partido                               | Votos  | %      | Escaños | +/-   | Votos     | %         | Escaños   | +/-       | Votos   | %       | Escaños | +/-     | Votos      | %          | Escaños    | +/-        |
| EAJ-PNV                               | 29.911 | 22,11% | 6       | =     | 72.602    | 22,79%    | 6         | =         | 201.833 | 35,66%  | 10      | =       | 304.346    | 29,84%     | 22         | =          |
| PSE-EE                                | 21.431 | 15,84% | 4       | 4     | 53.320    | 16,74%    | 4         | 3         | 99.931  | 17,66%  | 4       | 3       | 174.682    | 17,13%     | 12         | 10         |
| HB                                    | 13.865 | 10,25% | 2       | 1     | 75.294    | 23,63%    | 6         | =         | 76.988  | 13,6%   | 3       | 1       | 166.147    | 16,29%     | 11         | 2          |
| PP                                    | 21.885 | 16,18% | 4       | 1     | 38.677    | 12,14%    | 3         | 2         | 86.398  | 15,27%  | 4       | 2       | 146.960    | 14,41%     | 11         | 5          |
| EA                                    | 9.958  | 7,36%  | 2       | =     | 54.426    | 17,08%    | 4         | 1         | 40.752  | 7,2%    | 2       | =       | 105.136    | 10,31%     | 8          | 1          |
| EB-B                                  | 12.484 | 9,23%  | 2       | 2     | 23.042    | 7,23%     | 2         | 2         | 57.765  | 10,21%  | 2       | 2       | 93.291     | 9,15%      | 6          | 6          |
| UA                                    | 25.469 | 18,83% | 5       | 2     | 839       | 0,26%     | 0         | =         | 1.489   | 0,26%   | 0       | =       | 27.797     | 2,73%      | 5          | 2          |
| En blanco                             | 2.214  | 1,6%   | N/A     | N/A   | 7.001     | 2,14%     | N/A       | N/A       | 8.865   | 1,53%   | N/A     | N/A     | 18.080     | 1,73%      | N/A        | N/A        |
| Nulos                                 | 898    | 0,65%  | N/A     | N/A   | 1.790     | 0,55%     | N/A       | N/A       | 3.496   | 0,6%    | N/A     | N/A     | 6.184      | 0,59%      | N/A        | N/A        |

## Investidura del lendakari
Ardanza fue reelegido lendakari el 29 de diciembre de 1994 gracias a la mayoría absoluta obtenida con los votos de los parlamentarios de PNV, PSE-EE y EA.
| Fecha                                                       | Voto                           |    |    |    |    |   |   |   | Total |
| ----------------------------------------------------------- | ------------------------------ | -- | -- | -- | -- | - | - | - | ----- |
| 29 de diciembre de 1994 Mayoría requerida: Absoluta (38/75) | José Antonio Ardanza (EAJ-PNV) | 22 | 12 |    |    | 8 |   |   | 42/75 |
| 29 de diciembre de 1994 Mayoría requerida: Absoluta (38/75) | En blanco                      |    |    |    | 11 |   | 6 | 5 | 22/75 |
| 29 de diciembre de 1994 Mayoría requerida: Absoluta (38/75) | Ausentes                       |    |    | 11 |    |   |   |   | 11/75 |